# آیوار سوروا
آیوار سوروا (استونیایی: Aivar Surva؛ زادهٔ ۲۷ مارس ۱۹۶۲)  سیاستمدار و نماینده سابق مجلس اهل استونی است.